# Zhou Tai
Zhou Tai (? - cca. 225), stilsko ime Youping (幼平), bio je kineski vojskovođa iz doba kraja dinastije Han koji je služio osnivače države Istočni Wu. Bio je skromnog podrijetla, a karijeru započeo kao član pratnje gospodara rata Sun Cea, a potom prešao u službu njegovog brata Sun Quana, kome je kao tjelohranitelj spasio život u borbi s plemenom Shanyue. Sudjelovao je u bitkama kod Crvenih stijena, Jianglinga i Ruxukoua.